# 普里維爾利亞 (洛佐瓦區)
49°8′5″N 36°35′22″E / 49.13472°N 36.58944°E
普里維利亞（烏克蘭語：Привілля）是位於烏克蘭東部的村莊，由哈爾科夫州洛佐瓦區的洛佐瓦市鎮負責管轄。該村距離別列卡河2.5公里，始建於1900年，面積0.33平方公里，海拔高度162米，2001年人口82。